# Carl Gustav Fleischer
Carl Gustav Fleischer, norveški general, * 28. december 1883, Bjørnør, Sør-Trøndelag, Norveška, † 19. december 1942, Ottawa, Kanada.